# Niobia dendrotentaculata
Niobia dendrotentaculata ist eine im Nordatlantik lebende Art der Hydrozoen (Hydrozoa). Die Art ist die einzige Art der Gattung Niobia, die wiederum die einzige Gattung der Familie Niobiidae ist.

## Merkmale
Die Hydroidpolypen sind bisher nicht bekannt. Die Meduse besitzt zwei einfache und zwei sich verzweigende radiale Kanäle, so dass schließlich sechs Kanäle den Ringkanal erreichen. Die Gonaden sitzen interradial am Manubrium. Die randlichen Tentakelkolben entwickeln sich asexuell zu Tochtermedusen. Gastralstiel, Mesenterien und Ocelli sind nicht vorhanden.

## Geographisches Vorkommen
Niobia dendrotentaculata ist bisher vor der Malabarküste von Indien, Vietnam, dem Mittelmeer, der Ostküste der USA, Florida (USA), Brasilien und die mexikanische Karibikküste bekannt.

### Online
- Hydrozoa Directory